# Чирие
Чириѐ (на италиански: Cirié; на пиемонтски: Tsiriè, Сирие) е град и община в Метрополен град Торино, регион Пиемонт, Северна Италия. Разположен е на 344 m надморска височина. Към 1 януари 2023 г. населението на общината е 18 146 души, от които 1143 са чужди граждани.

## География, административно деление и население
Общината, намираща се на 23 километра северозападно от град Торино, е разположена в устието на долините Ланцо. Територията е близо до течението на потока Стура ди Ланцо.
Има следните подселища (на итал. frazioni) и местностиː Балма, Барбети, Бертолоне Дей Прати, Карбоне, Кашинета, Донит, Фузерия, Ге, Мариета, Новеро, Оливети, Пич, Робарондзино, Таня, Вастала.
Част е от общинското обединение на Района на Чирие и Долно Канавезе (Unione dei Comuni del Ciriacese e del Basso Canavese) заедно с Ноле, Сан Карло Канавезе, Робасомеро, Сан Франческо ал Кампо, Сан Маурицио Канавезе.
Граничи със следните 4 общиниː Сан Карло Канавезе, Ноле, Сан Маурицио Канавезе и Робасомеро. Намира се на 18 km от Торино и на 126 km от Милано.
Към 1 януари 2023 г. населението на общината е 18 146 души, от които 1143 чужди граждани, сред които преобладават тези на Румъния – 643 души. Има и двама български граждани.

## Топоним
Най-старото свидетелство за топонима датира от 999 г. с формата "Ciriagum", последвано през 1160 г. от "Ciriacum". Това е преддиал, произлизащ от добавянето на галската наставка -ACUM към латинското лично име CIRIUS или CIRRUS.

## История
Районът на Чирие и Горно Канавезе е обитаван от древни времена от саласите – племе от келтски произход. Преди римското господство районът на Канавезе, както съобщава историкът Полибий, е покрита с гъсти гори, с няколко поляни, няколко малки села и редки пътеки, минаващи през растителността.
През 143 г. пр.н.е. римляните, водени от консула Апий Клавдий Пулхер, водят война срещу племената, заселени в долините на потока Орко и на река Дора Балтеа, с намерението да отворят път към Хелвеция и Трансалпийска Галия. Смята се, че окупацията ще бъде много бърза, но вместо това отпорът на местните племена е много суров и нашествениците първоначално са принудени да се оттеглят. Поради тази причина римляните смятат за необходимо да установят няколко лагера в района, за да организират по-добре армията и да наблюдават комуникационните пътища към долините. По този начин са създадени лагери близо до Ивреа, Торино и в района, където в момента се намира Чирие. Оттук е възможно да се наблюдава достъпът до долините на Ланцо и Виу. Лагерът близо до сегашния град приема името Castrum Cerreti вероятно във връзка с голямото количество дъбове в района. Впоследствие за краткост се нарича просто Cerretum. Декуманус майор на античния лагер може да се идентифицира със сегашната улица Виторио Емануеле II – главната улица на историческия център. С окончателното подчиняване на саласите каструмът се превръща във важен търговски кръстопът, пораждайки обитаван център.
След „християнизирането“ на Римската империя старият топоним е заменен с името на светец: поради съзвучие с предишното е избрано името на Свети Кириак Римски – християнски мъченик от 303 г. Theatrum Statuum Sabaudiae (1682) – колекцията от изображения на домове, църкви и места, принадлежащи на Савойските държави в края на XVII век, посвещава дълго описание на града («Septimo Taurinense ad Urbe lapide, Septentrionem versus, non longe ab Alpium Graiarum radibus, occurrit Ciriacum Oppidum, insigne Marchionatus titulo, qui sub se S.Mauritium, Nolas & Robasomerium minora Oppida comprehendit») и споменава вероятния произход на името от почитането на светеца («Pedemontanis codicil Ciriè, fortasse a peculiari Incolarum erga Divum Cyriacum Martyrem cultu, cujus festum s.Idus Augusti inibi summa celebritate recolitur»). Римското присъствие на територията на Чирие се демонстрира от откриването на монети от имперската епоха, фрагменти от теракота и различни надгробни плочи, последните запазени в църквата, посветена на Свети Мартин от Тур.
След падането на Западната римска империя и първите варварски нашествия липсва информация за Чирие, което продължава почти хилядолетие. Със сигурност се знае, че през 1230 г. територията му е окупирана от маркизите на Монферат. Впоследствие владението му е умело придобито от Савойците чрез два брака: този между маркграфа на Монферат Джовани I и Маргарита Савойска (дъщеря на граф Амадей V Савойски) и този между дъщерята на Теодор I Монфератски Йоланда и граф Аймон Савойски. Маргарита получава правата върху земите на Казеле, Чирие и Ланцо. След преждевременната смърт на съпруга си тя се премества през 1306 г. в големия замък на Чирие, който тогава се издига на площада, който все още носи нейното име днес. Установяването ѝ в замъка все още се помни днес с Палио дей Борги – събитие, което се провежда на всеки две години в района на Чирие. От този замък не остават никакви следи, тъй като е разрушен по време на френското нашествие през 1536 г. и руините са напълно разпръснати по време на обновяването на Пиаца Кастело в началото на ХХ век. Някои фризове, единствените останки от замъка, са открити по време на разкопки на площада и са запазени, поставени във вътрешна стена, в църквата „Сан Мартино ди Лирамо“. Маргарита Савойска продължава с възстановяването и разширяването на замъка, който бързо става една от най-важните резиденции в района. Посещават го благородници от цяла Европа, водейки със себе си гарнизони и слуги, които не са настанени в двореца, а в резиденциите на гражданите. В знак на благодарност към населението Маргарита предвижда предоставянето на esenzioni – важни признания за населението. Продължава с отмяната на данъците и с установяването на градския пазар в понеделник и четвъртък; традицията, преместена в петък, продължава и днес. Пазарът, който благодарение на благоприятното положение на Чирие привлича голям брой посетители от цялата околност и дори от долините, се превръща във важен източник на доходи за града.
По време на войните за наследство в него нахлуват и бива унищожаван на няколко пъти от гало-испанската армия.
През 1576 г. херцог Емануил Филиберт Савойски, искайки излаз на морето за държавата си, купува пристанището на Онеля и други земи в района на Империя от генуезкия патриций Джовани Джероламо Д'Ория в замяна на Чирие, издигнато като маркграфство с Ноле и Сан Маурицио, и Графство Кавалермаджоре (след това разменено с Маркграфство Маро, днешно Боргомаро). Д'Ория установява своята резиденция в Чирие, давайки началото на родословие, което продължава до първите години на XX век, изчезвайки с Емануеле Д'Ория, 10-ти маркиз на Чирие и на Маро, който е и първият кмет на Чирие, след което Чирие, с кралски указ от 1905 г., е издигнат в град.

## Икономика
Започвайки от края на XIX век, градът има силна индустриална насоченост, която продължава да расте през следващия век. Наличието на железопътната линия Торино-Черес, която достига Чирие през 1869 г., допринася значително за неговото развитие. По този повод е открита ЖП гарата на града, която съществува и до днес. През 1876 г. линията е удължена до Ланцо и през 1919 г. до Черес. През 1921 г. Торино-Черес е първата железопътна линия в света, която използва електрическа тяга с постоянен ток с високо напрежение.
В началото на XX век съществуват фабриката за панделки и плитки Remmert & C, различни фабрики за хартия (Де Медичи, Оливети, Мариета, Борла, Меланоте), престижната фабрика за одеяла „Москони и Чеза“, която се е намирала в района, известен като Babau, старата фабрика за предене на коприна „Крапоне и Вигано“; също бояджийски, кожени фабрики, такива за прибори за хранене и дърводелски фабрики.
През 1935 г. е основана SAIAG (Акционерно дружество „Индустрия за каучукови изделия“), създадена от сливането на две съществуващи компании: IAC, производител на брезент за дирижабли и противогази, използвани от италианската армия по време на Първата световна война, и FIRGA, специализирана в сектора на производството на изделия от регенериран каучук. През 2000 г. компанията е продадена и впоследствие разделена на две компании: Trelleborg и Metzeler.
От голямо значение за промишленото развитие и растежа на заетостта в района на Чирие е идването на елзаското семейство Ремер (Remmert), което създава две важни фабрики в района и строи до фабриката си красивата семейна вила в стил Ар нуво. Отворена до началото на 1980-те години, районът на старата копринена фабрика „Ремер“, известен като „Бианкерия“, в последно време е обект на огромна ремонтна работа, която води до раждането на многофункционалния център „Чирие 2000“. В него се помещават, освен различни търговски дейности, и пощата, Министерството на финансите, редакцията на седмичника „Ризвельо дел Канавезе“, общинската библиотека „Алваро Корги“ и някои общински служби.

## Забележителности

### Религиозна архитектура

#### Катедрала „Свети Йоан Кръстител“
Катедралата на Свети Йоан Кръстител (Duomo di S. Giovanni Battista), обявена за национален паметник през 1887 г., е разположена на днешния пешеходен централен площад „Сан Джовани“. Пример за Пиемонтска провансалска готика, тя е построена е през XIV век. До нея се намира четириетажна камбанария, чийто връх е с централен шпил и четири зъбци в ъглите.
Родена като обикновена църква, зависима от енорийската църква на Сан Маурицио, с образуването на Чирие през XIV век тя се превръща в основната енория на мястото. До църквата, близо до „Порта Нуова“, са били и домът на свещеника, гробището и параклисът на Светия кръст (на едноименното братство).

Архитектурното оформление на църквата не се различава от най-разпространения готически модел по това време (XIV век) в целия Пиемонт. Само апсидната част е преустроена през XVIII век с добавянето на олтара от Бернардо Антонио Витоне.
Това е църква, тясно свързана с историята на общността, както и с тази на благородническите семейства (Прована, Майнери, Турина, Д'Ория).
Фасадата, към която е приложен фронтон, за да увенчае входния портал, е драстично реставрирана през втората половина на XIX век от граф Чепи, заедно с вътрешната украса.
Интерес представляват „Мадона дел Пополо“, приписвана на Дефенденте Ферари (1519 г.), олтарната картина във формата на триптих, изобразяваща „Кръщението на Исус“, приписвана на Джузепе Джовеноне (1531 г.), и ценното дървено разпятие от Византийската школа (XIII/XIV век) .

#### Църква „Свети Мартин от Лирамо“
Църквата (Chiesa di San Martino di Liramo) е един от най-значимите примери за романска архитектура в района на Пиемонт. Камбанарията е най-старата част от комплекса, построена около 900 г. Централната апсида е построена век по-късно. Извън стените, които заобикалят селището на Чирие, църквата е разположена в съответствие с древно селище и входът ѝ не е обърнат към Чирие, а към пътеката, която води към Ноле. Вероятно е построена върху основите на древен римски храм. Това се демонстрира от двата камъка, използвани като олтари, които все още присъстват днес в църквата, които разкриват, с наличието на кухини за събиране на животинска кръв, тяхната употреба за честване на древни езически ритуали.

#### Параклис „Робарондзино“
Параклисът (Cappella di Robaronzino) в старинна селска къща с типична дворна структура, построена през XVII век в покрайнините на Чирие. За разлика от многобройните провинциални параклиси в района, този е много богат на декорации, тъй като през първата половина на XVIII век е собственост на банкера-магнат Антонио Фацио от Кариняно. Сградата, която изглежда проста и линейна отвън, е истинско бароково бижу отвътре: олтарът, приписван на Бернардо Антонио Витоне, е увенчан с дървени канделабри и херувими; много ценни щукатури от майстори от Лугано украсяват църквата. Апсидата е украсена с платно, изобразяващо „Непорочното зачатие“; страничните стени представят четири големи платна, дело на художника от XVIII век Пиер Франческо Гуала, изобразяващи сцени от живота на Дева Мария.

#### Храм на Светата плащеница
Храмът (Chiesa di San Sudario) се намира на едноименната улица, точно в центъра на града, дом на едно от най-старите братства, посветени на Торинската плащеница.

#### Църква на Светия Дух
Църквата (Chiesa dello Spirito Santo) е разположена на централната улица „Виторио Емануеле II“, тя някога е седалище на едноименното братство и в нея вече не служи от края на 60-те години на XX век. В трезв пиемонтски бароков стил, църквата с един неф вероятно датира от края на XVII век. През годините от нея е взето почти цялото обзавеждане (включително красивият орган, дървеният хор, картините и статуите). През последните години тя е оживена от художествените и културните дейности на местната асоциация "To Ergasterion", която организира изложби на съвременно изкуство и театрални представления.

#### Църква „Свети Йосиф“
По време на ужасната чумна епидемия от 1630 – 1631 г. населението на Чирие се заклева да построи болница, ако успее да преодолее епидемията. През следващата година, поради липсата на необходимите средства за построяването на болницата, е решено да се продължи с изграждането на църква (Chiesa di San Giuseppe), която, завършена през 1647 г., е посветена на Свети Йосиф Обручник. Типичен пример за контрареформационната архитектура, църквата съдържа няколко ценни творби, сред които се откроява красива олтарна картина, изобразяваща Богородица и приписвана на Дефенденте Ферари. Това произведение, поръчано от търговците на вълна от Чирие, преди това се е съхранявало във вече несъществуващ августински манастир.

### Градска архитектура

#### Дворец на Маркизите Д'Ория
Днешната сграда на двореца (Palazzo D'Oria) е построена върху конструкцията на предишна вила, принадлежаща на семейство Прована, господари на Леини, които също притежават резиденция с кули в историческия център. През XVII век дворецът е модифициран, като е добавен ръкав, украсен от художниците от двора, където Савойците са отсядали на ловните си пътувания. За тази цел комплексът е оборудван с голямо външно пространство за лов; част от това е оградено през втората половина на XVIII век. В красивият парк зад двореца също е имало езерце. В началото на XX век целият комплекс е закупен от семейство Ремер – собственици на важна текстилна фабрика. Дворецът на маркиза е дарен на града и езерото е пресушено; паркът е застроен.

#### Вила „Ремер“
Вилата (Villa Remmert) е построена между 1902 и 1906 г. в стил Ар нуво, тя е проектирана от архитект Роберто Фенольо. Първоначално включва огромна английска градина и земеделско имение. През 1988 г. е закупена от общината и от май 2006 г. е домакин на изложби на съвременно изкуство, управлявани от торинската фондация „Сандрето Ре Ребауденго“.

#### Улица „Виктор Емануил II“
През Средновековието е Виа Маестра, деляща селището и неговите квартали наполовина. През XV век най-важните и богати благороднически фамилии построяват своите къщи, своите „дворци“ и зидани кули там, заедно със занаятчии, търговци и свободни професии, които използват портика за своите дейности, ограничавайки зеленчуковите градини и градините до външните стени . Цялата част с портиците е било мястото на пазара в установените дни.

През вековете претърпява забележителни промени, запазвайки само няколко примера от средновековното си минало: кулата Прована и някои фасади на величествени къщи.

### Военна архитектура

#### Кула „Сан Роко“
Кулата (Torre di San Rocco) e разположена северозападно от града, тя е символ на едноименния квартал. Тя е остатъчното свидетелство за средновековните укрепления на града и неговия замък, разрушени и съборени през XVI век.

## Събития
- Битпазар “Tresor Cianfrusaje” през април, юни и септември
- „Чирие в разцвет“, през май
- Фестивал „Гъби на площада“ през септември
- Панаир на Свети Мартин през ноември
- Празник на светията покровител Свети Кирикак в първата неделя на август.

## Култура

### Музика

#### Поп и рок музика
От 60-те години на XX век районът на Чирие е богат на рок, поп и джаз музиканти. Сред най-значимите групи, гравитирали в района на града, е Асолуто Натурале – прогресив рок група, активна в началото на 70-те години, водена от мултиинструменталиста Лино Пасторе. Фри Уейв Систем, родени през втората половина на десетилетието, предлагат инструментален джаз-рок, близък до звуците на Перигео. През 1981 г. групата издава LP-то Despite everythingза торинския лейбъл „Дръмс Рекърдс“, издадено на CD през 2004 г. Сред активните групи през 80-те са Найтдрайвинг Госип, които по-късно променят името си на Harp1. Аригрет са родени през 1991 г. и, движейки се с изразителна свобода, типична за 1970-те г., сливат джаз, хевиметъл, рап и прогресив рок. На живо Аригрет, в допълнение към репертоара си, включващ Fisionomia contadina – ироничен провинциален хит, изпълняват песни на Ареа, Гонг и Ню Йоркърс Лаундж Лизард. Започвайки от 1993 г., след разпускането на оригиналната формация, те се насочват към свободния джаз. През 1995 г. издават CD-то Se Una Notte d'inverno un Viaggiatore... и свирят в няколко европейски страни. По-късно барабанистът Дарио Бруна и басистът Федерико Маркезано се присъединяват към групата на Карло Актис Дато – един от най-значимите солисти на баритон сакс на световната сцена. С Actisband те издават четири компактдиска и изпълняват концерти на различни континенти. Освен това през 1999 г. Маркезано и Бруна дават живот, заедно с тромпетиста Рамон Моро, на триото 3quietmen, което издава албума trump'n'drum'n'bass (2000) за CMC Рекърдс. Федерико Маркезано също си сътрудничи като контрабасист със Симфоничния оркестър на Rai и в момента е басист в Мау Мау и Банда Йоника.

#### Национален музикален конкурс „Сенца Етикета“
Националният музикален конкурс „Сенца Етикета“ се провежда всяка година в Чирие. Той е основан през 1998 г. и е насочен към групи, автори на песни и солисти. От 1999 г. журито е постоянно председателствано от маестро Джулио Рапети, известен още като Могол. Неговото присъствие действа като гаранция за участниците, които виждат в него благородната, авторитетна и титулувана част от италианската популярна музика. Основната награда на конкурса се състои от една или повече стипендии, които позволяват на победителите да посещават курс за висше образование в школата, основана и ръководена от Могол – Европейски център „Тосколано“ в Авиляно Умбро; има и други награди за заслуги. Те са придружени от важно културно събитие – за среща, подкрепена от герой, избран от областта на литературата, развлеченията, музиката или журналистиката. Гостуващите изпълнители на „Сенца Етикета“ в палатковия театър на Вила „Ремер“ в Чирие са Азио Корги (композитор), Елио (певец), Сандро Капелето (журналист, писател и музикален историк), Уго Рикарели (Награда „Стрега“ 2004), Соня Бергамаско (Настро д'Ардженто 2004 за филма „Най-добрата младост“ на Марко Тулио Джордана), Джузепе Седерна (актьор), Стефано Чентомо (второ място в младежката секция „Санремо 2007“), Тулио Де Пископо (барабанист), Група „Пух“ (Доди Баталя, Ред Канциан, Роби Факинети и Стефано Д'Орацио), Николо Фаби (певец и автор на песни), Мадаски (Африка Юнайт) и Елеонора Бозио, известна още като Чикси (финалистка на X Factor 2012).

#### Градски музикален институт „Ф. А. Кунео“
Градският музикален институт „Ф. А. Кунео“ е основан в Чирие през юли 1969 г. с решение на Общинския съвет. Разраснал се през годините благодарение и на подкрепата на Общинската администрация, той се утвърждава с десетилетия образователна дейност като място за популяризиране на музиката, към което могат да се обръщат деца, юноши и възрастни.
Родена с намерението да предложи класическо музикално образование, което има естествен изход в академичните курсове на консерваторията, образователната насока на градското музикално училище е обогатена през годините с различни образователни преживявания (джаз, поп, рок).

#### Години на Таурус
През септември 2006 г. в структурата на старата фабрика „Ремер“ е открит многофункционален културен център, създаден от общината. Нарича се Таурус, черпейки вдъхновение от името на последната компания, която е заела сградата, и е поверена на някои кооперации в района. Мястото е не само музикално, но и домакин на различни театрални събития, но затваря врати през юни 2012 г. През годините на Таурус Чирие преживява период на изключителна артистична и музикална жизненост. Благодарение на артистичния директор Сабино Пейс сцената на заведението на улица „Дория“ става задължителна спирка за много музиканти от националната и международна ъндърграунд сцена. Благодарение и на наличието на три оборудвани стаи за репетиции Таурус е като отправна точка за младите музиканти в района.

#### Групова музика
Италианският младежки духов оркестър I Music Piemonteis, основан и ръководен от Уго Байро, е активен в Чирие от 1976 г. насам. Хорът I Music Piemonteis, ръководен от Лука Лозито, работи постоянно с духовия оркестър: ансамбълът, специализиран в оперни транскрипции за духов оркестър и хор (транскрипции, редактирани от двамата директори), е изнасял концерти по целия свят (напр. две турнета в Бразилия през 2005 г. и 2007 г., австрийско турне през 2006 г., германско турне през 2008 г. и изключително турне във Франция, Испания и Португалия през 2009 г.), получили горещо признание навсякъде.

### Библиотека
В града се намира Градската библиотека „Алваро Корги“, разположена в Център „Чирие 2000“.

### Образование
- Четири държавни и две частни детски градини
- Четири  държавни начални училища (от 1-ви до 5-и клас вкл.)
- Едно държавно средно училище от първа степен (от 6-и до 8-и клас вкл.)
- Четири средни държавни училища от втора степен (от 9-и до 11-и или 12 клас вкл.)

Чирие е дом на два държавни института за висше образование и един от най-важните центрове за обучение в района на Канавезеː
- Висш учебен институт „Ферми-Галилей“
- Висше учебно заведение „Томазо д'Ория“
- CIAC Формационе „Давиде Негро“

### Медии
В първите години на XX век феноменът на местната преса се разпространява в района на Чирие. Вестниците се отпечатват в малки градски печатници всяка седмица и се състоят само от четири страници, последната от които обикновено е посветена на рекламата. Сред най-старите са „Аурора“, издаван още в края на XIX век, и „Стура“, чийто първи брой е отпечатан на 15 юни 1901 г., а последен – през февруари 1944 г. Вестник „Канавезе и Долини Ланцо“, роден през ноември 1908 г. и излизащ в неделя, има умерено разпространение, а последният му брой излиза на 12 септември 1909 г.
„Ризвельо дел Канавезе“ е роден на 6 януари 1921 г. Вестникът е в конфликт както със социалистите и комунистите, така и с фашистите, чието насилие често е заклеймявано. През 1924 г. той изразява критика към новата избирателна система, искана от Бенито Мусолини, но от следващата година политическите статии стават по-редки, а след това изчезват напълно поради все по-строгата цензура. Излизането му приключва през 1925 г. и се възобновява в края на Втората световна война.

## Спорт
- Основният градски футболен отбор е Чирие Калчо, който играе във втора категория. Има и друг градски отбор – GSD Леонида Есперанца, който в момента играе в трета категория. И двамата играят домакинските си мачове на стадион „Вазито Бастино“.
- Вали ди Ланцо Волейбол (или просто PVL) е активен в града и в момента играе в Серия B.
- Чирие споделя с Ноле баскетболния отбор Ноле-Чирие (или PNC), който в момента играе в Серия C в група A на Торино.

## Известни личности
- Челио Секондо Курионе (1 май 1503 в Чирие – 24 ноември 1569 в Базел) е един от най-важните европейски хуманисти и реформатори на XVI век. Преследван от Инквизицията заради идеите си, смятани за еретични, той живее скитнически живот в различни европейски градове, преди да намери убежище в Швейцария, първо в Лозана и след това в Базел, където преподава в университета в продължение на 23 години и написва най-известните си произведения.
- Алваро Корги (1908 в Сан Мартино ин Рио – 1998 в Чирие) е италиански художник, карикатурист и футурист
- Романо Гацера (1908 в Чирие – 1985 в Торино) е италиански художник, известен преди всичко със своите гигантски цветя. Син на генерал Пиетро Гацера.